# Mary Gardiner
Mary Gardiner est une programmeuse Linux australienne, mais c'est aussi une informaticienne. Elle était directrice de l'Ada Initiative. Cette organisation caritative américaine, à but non lucratif, est dédiée à l'augmentation de la participation des femmes dans la technologie et la culture ouverte. Cette organisation soutient les femmes contre le sexisme qu'elles subissent au travail. Elle a été membre du conseil de Linux Australia (en) jusqu'en septembre 2011. En 2012, Mary Gardiner et la cofondatrice d'Ada Initiative, Valerie Aurora, ont été nommées deux des personnes les plus influentes en matière de sécurité informatique.

## Carrière
Mary Gardiner était cofondatrice d'AussieChix, qui est devenue plus tard Oceania Women of Open Tech. C'est une ancienne coordinatrice de LinuxChix. Elle dénonce « les normes sociales et les croyances d'une minorité de contributeurs qui ne s'intéressent pas aux femmes comme collègues ou qui ne croient pas que les femmes ont la capacité de contribuer avec succès. » En 2011, elle a remporté le prix Rusty-Wrench décerné par Linux Australia. Mary Gardiner a été félicitée pour son travail à améliorer la diversité des genres et à s'opposer au harcèlement sexuel. En 2012, elle est répertoriée comme l'une des 10 femmes en technologie dans un article de presse de Datamation. Elle était la conférencière principale de Wikimania 2012, qui s'est tenue du 12 au 15 juillet 2012 à Washington. Elle a participé à une série de non-conférences organisées par Ada initiative qui se nomme Ada camp.